# Chaumont (Haute-Savoie)
Chaumont település Franciaországban, Haute-Savoie megyében. Lakosainak száma 541 fő (2022. január 1.). Chaumont Chessenaz, Clarafond-Arcine, Contamine-Sarzin, Frangy, Minzier, Musièges és Savigny községekkel határos.

## Népesség
A település népességének változása:
| Lakosok száma | 432  | 465  | 496  | 492  | 499  | 499  | 513  | 527  | 541  |
|               | 2013 | 2015 | 2016 | 2017 | 2018 | 2019 | 2020 | 2021 | 2022 |